# Ochsenkrieg 1611

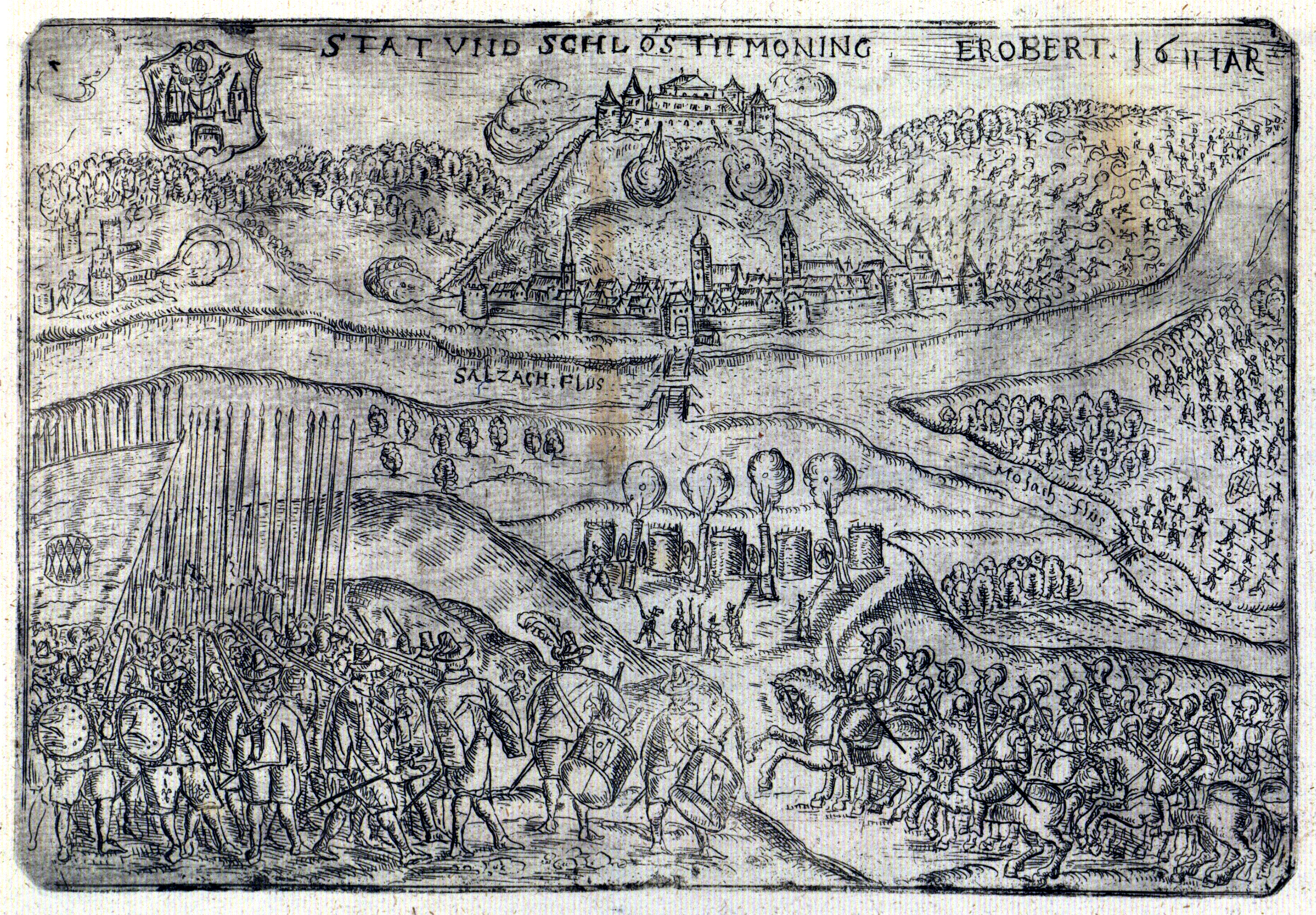
Stat und Schlos Titmoning erobert, 1611 Iar, zeitgenössische Radierung

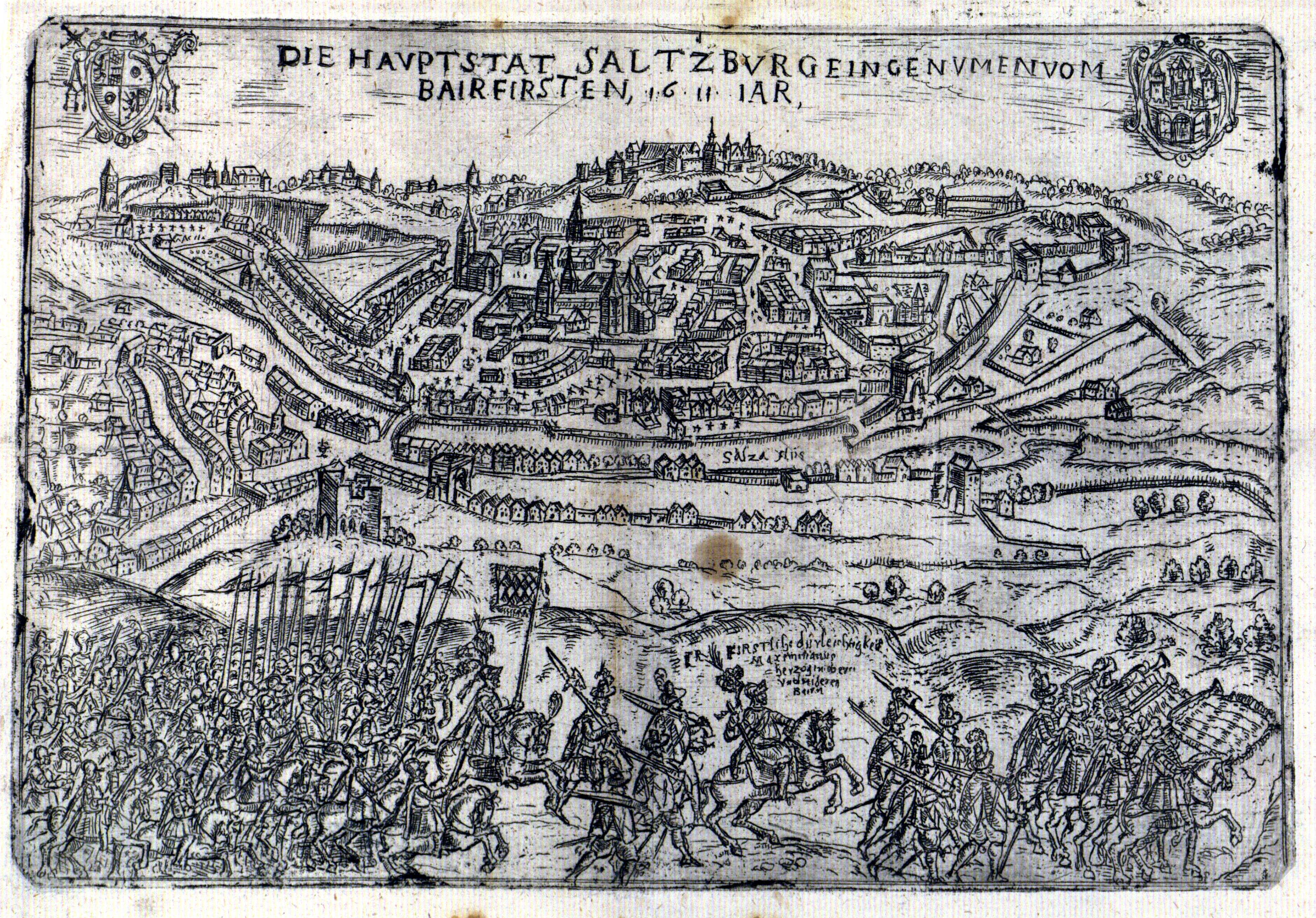
Die Hauptstat Saltzburg eingenumen vom Bairfirsten, 1611 Iar, zeitgenössische Radierung

Der Ochsenkrieg 1611, auch Salzkrieg genannt, war eine militärische Auseinandersetzung zwischen dem Erzstift Salzburg und dem Herzogtum Bayern im Oktober 1611.

## Auslöser
Erzbischof Wolf Dietrich von Raitenau war in Konflikt mit dem Herzogtum Bayern geraten. Schon sein Fernbleiben von der Katholischen Liga lief der Politik Maximilians von Bayern zuwider. Ein weiterer Streitpunkt war der Salzpreis, einerseits wegen der Erträge aus dem Bergwerk Hallein, andererseits weil Herzog Maximilian I. eine Verdoppelung der Zölle auf Salzburger Waren durchsetzen wollte. Letztendliche Ursache für das Ausbrechen des Konflikts war die salzreiche und reichsunabhängige Fürstpropstei Berchtesgaden, über die Salzburg schon immer seinen Einfluss ausbreiten wollte. Sie stand damals aber stark unter bayerischem Einfluss, ihr Fürstpropst war zu dieser Zeit der Wittelsbacher Ferdinand von Bayern.

## Verlauf
Im Frühjahr 1611 war der Streit um die jährliche Salzverrechnung zwischen Erzbischof Wolf Dietrich und den herzoglich-bairischen Beamten eskaliert. Wolf Dietrich ließ in der Nacht vom 7. zum 8. Oktober 1611 kurzerhand die Fürstpropstei Berchtesgaden von seinen Truppen besetzen, um seine Rechte durchzusetzen. Dies erwies sich als Fehler, da der bayerische Herzog als Kreisobrist des Bayerischen Reichskreises befugt war, den Landfrieden innerhalb des Kreises zu sichern. Maximilian nutzte dies und marschierte mit 10.000 Mann am 22. Oktober bei Tittmoning auf Salzburger Gebiet ein. Burg Tittmoning wurde  nach kurzer Belagerung erobert. Wolf Dietrich flüchtete am 23. Oktober aus Salzburg. Am 26. Oktober marschierte Maximilian kampflos in Salzburg ein. Wolf Dietrich wurde am folgenden Tag von bayerischen Soldaten in Kärnten gefasst und am 7. März 1612 zur Abdankung gezwungen. 
Siehe dazu auch Turmtaler#Münzgeschichtliche Zusammenhänge.

## Auswirkungen
Wolf Dietrichs Neffe Markus Sittikus von Hohenems wurde noch unter der bayerischen Besatzung vom Domkapitel am 18. März zum neuen Erzbischof gewählt. Dieser stimmte im Gegenzug dem Abschluss eines neuen Salzvertrags zwischen Salzburg und Bayern zu und sagte die Bezahlung der Kriegskosten zu. Die Bischofsweihe spendete Markus Sittikus am 7. Oktober 1612 der Bischof von Chiemsee, Ehrenfried von Kuenburg. Wenige Tage zuvor war Markus Sittikus zum Priester geweiht worden. Seinen Onkel Wolf Dietrich hielt er bis zu dessen Lebensende gefangen, er wurde zuerst in der Festung Hohenwerfen und später in der Fürstenstube der Festung Hohensalzburg in strenger Einzelhaft eingekerkert. Dieser ritzte in die Wand der Festung Hohenwerfen folgenden Spruch (zerstört beim Brand 1931): „Gibt in der Welt vil Trug – Tue recht und fürcht die Lug. – Damit ward ich betrogen – Ich tat recht und ward …“
Trotz der Umstände des Herrschaftsantritts war Markus Sittikus von Hohenems keine Marionette Maximilians von Bayern, sondern führte die Politik Wolf Dietrichs fort. Er trat ebenfalls nicht der Katholischen Liga bei. Dadurch konnte das Erzstift Salzburg aus dem Dreißigjährigen Krieg herausgehalten werden.